# 도스 확장자
| 리얼 모드 640K | 도스                                    | 도스                                    |
| 보호 모드      | 80286 도스 확장자 16비트 보호 모드 접근 | 80386 도스 확장자 32비트 모호 모드 접근 |
| 보호 모드      | 80286 도스 확장자 16비트 보호 모드 접근 | 가상 8086 모드                          |
| -------------- | --------------------------------------- | --------------------------------------- |

도스 확장자 또는 DOS 익스텐더(DOS extender)는 호스트 운영 체제가 리얼 모드에서만 동작할 수 있음에도 불구하고 보호 모드 환경에서 소프트웨어를 실행할 수 있게 도와주는 컴퓨터 소프트웨어 프로그램이다.
초기의 도스 확장자는 인텔 80286 프로세서가 도입되면서 MS-DOS 계열 운영 체제의 메모리 제한을 해결하기 위해 1980년대에 개발되었다.

## 예
- DOS/4G, DOS/4GW, DOS/16M (텐베리 소프트웨어)
- 286|DOS Extender, 386|DOS Extender (Phar Lap)
- PROT (Al Williams)
- PMODE, PMODE/W
- Ergo OS/286, OS/386 확장자, DPM/16, DPM/32 서버
- DPMI 서버와 도스 확장자가 포함된 마이크로소프트 윈도우 (도스 기반 버전)
- HX 도스 확장자 (제한된 Win32 지원 제공)
- DosWin32 (제한된 Win32 지원 제공)
- CWSDPMI
- GO32
- DBOS
- DOS/32

## 같이 보기
- DPMI